# Jef Verwoert
Jef Verwoert (1969) is een Nederlandse schaker.
In het toernooi met de kampioensgroep die de NBC in 1999 organiseerde, bereikte Jef de eerste plaats en daarmee was hij kampioen correspondentieschaak ICCF van Nederland. Jef speelde ook mee in het toernooi "Nederland open" te Dieren met minder succes. Ook in het "Vredestoernooi" te Apeldoorn was hij van de partij en in Wageningen speelde hij mee in een e-mail toernooi.